# Der Liebeskäfig
Der Liebeskäfig ist ein deutsches Stummfilmlustspiel aus dem Jahre 1925 von Erich Schönfelder mit Lee Parry und Johannes Riemann in den Hauptrollen, gestaltet nach dem im selben Jahr erschienenen, gleichnamigen Stück von Hugo Landsberger, der als Hans Land auch am Drehbuch mitgearbeitet hatte.

## Handlung
Gottlob Degen, Chef der „Ami“-Schuhfabrik, und August Waltjen, seines Zeichens Besitzer der „Deli“-Lederwerke, standen als Schuhhersteller bislang in heftiger Konkurrenz zueinander. Nun haben die beiden Alten beschlossen, dass man Synergieeffekte nutzen und die beiden Fabriken zusammenführen sollte. Dies geht am besten, wenn man den Junior des Einen, Gert Waltjen, mit der Tochter des Anderen, Detta Degen, verheiratet. Ehe die zwei Eheaspiranten sich überhaupt kennen lernen können, macht Gert die Bekanntschaft einer hübschen jungen Frau und ist sofort Feuer und Flamme. Schade nur, dass sie ihm partout nicht ihren Namen sagen will. Und so trifft man sich anonymus in einem Waldschlösschen, einem abgelegenen Paradies für Turteltäubchen, zum zärtlichen Rendezvous.
Als Gert seine von den beiden Schuhmagnaten bestimmte Eheschließung antreten soll, staunt er nicht schlecht, dass ausgerechnet seine unbekannte Liebe Detta Degen ist, seine Zukünftige. Die ist nicht ganz so begeistert von der arrangierten Hochzeit, die sie als „Liebeskäfig“ erachtet und macht Gert sogleich nach der Eheschließung klar, dass sie als moderne, junge Frau mitnichten bereit ist, sich ihrem Gatten zu unterwerfen. Sie hat auch ihre Lebensziele, und die gehen weit über das Dasein eines Frauchens am Herd hinaus. Mit Gesangsambitionen ausgestattet, nimmt sie sogleich Unterricht bei dem Kammersänger Michael Cornelius. Der wird von Gert daheim nicht geduldet und kurz darauf vor die Tür gesetzt. Erbost über ihres Gatten Anmaßung, folgt Detta ihrem Lehrer nach Meißen, wo sie jedoch schwer enttäuscht wird. Dann versagt bei ihrem ersten Auftritt vor lauter Lampenfieber auch noch ihre Stimme. Zutiefst desillusioniert kehrt die gescheiterte Detta nach Hause zurück und will sich, wie vom Ehemann gefordert, mit der Rolle des Hausmütterchens begnügen. Doch Gert ist verschwunden. Einer Ahnung folgend, begibt sich Detta zum einstigen Liebesnest, dem Waldschloss, wo sich die beiden Eheleute in die Arme schließen und miteinander versöhnen.

## Produktionsnotizen
Der Liebeskäfig passierte die Filmzensur am 21. November 1925 und wurde am 1. Dezember desselben Jahres in Berlins UFA-Theater Kurfürstendamm uraufgeführt. Der mit Jugendverbot belegte Sechsakter besaß eine Länge von 2098 Meter. 
Produzent Richard Eichberg, Gatte der Hauptdarstellerin Lee Parry, übernahm die künstlerische Oberleitung. Kurt Richter entwarf die Filmbauten. 

## Kritiken
Das Filmbote befand: „Eine ganz reizende Komödie mit überaus wirksamen Einfällen, die durch eine anmutige Pikanterie gewürzt sind und die nirgends ihre Wirkung verfehlen wird.“.
In der Salzburger Chronik hieß es: „Eine recht hübsche, gut arrangierte Versöhnungsszene schließt die an komischen aber auch rührenden Szenen reiche Komödie befriedigend ab. Die Ausstattung ist von prächtiger Wirkung.“.